# Městská knihovna Nové Sedlo
Městská knihovna v Novém Sedle je základní knihovnou, která je zřizována jako organizační složka města Nové Sedlo. Je součástí vzdělávacího a informačního systému společnosti a poskytuje svým uživatelům výpůjční, informační, bibliografické a reprografické služby. Organizuje kulturní a vzdělávací programy pro veřejnost. Má oddělení pro děti i dospělé.

## Historie
Na základě ustanovení knihovnického zákona z listopadu 1919 zřídila obecní správa již v lednu 1920 veřejnou lidovou knihovnu. Předtím vznikly v Novém Sedle v rámci osvětových programů některých spolkových a politických organizací institucionální knihovny sloužící jejich členům. Jeden z takových knihovních fondů, který patřil Svazu Němců v Čechách, převzala po založení veřejná knihovna umístěná v jedné místnosti budovy městského úřadu. Z finančních prostředků obce dostávala knihovna pravidelné roční příspěvky na nákup literatury. V době první republiky měla knihovna, o jejíž provoz se zasloužili zejména místní učitelé, německé a české oddělení. Pro řízení činnosti veřejné knihovny byla ustanovena zvláštní knihovní rada.
Obecní knihovna byla přeměněna v rámci jednotné úpravy knihovnictví v našem státě na místní lidovou knihovnu, a to v roce 1946, což dokazuje první kniha uvedená v přírůstkovém seznamu.
Pod číslem 1. byla tehdy zapsána kniha Zana Greye: Muž lesa. Knihovna ji dostala darem dne 1. 9. 1946, již tehdy byla stará dvacet let. Úplně první knihovna byla umístěna v místní škole. Od roku 1952 sídlila již Obecní knihovna v domě č.p. 532 (Tělovýchovná jednota). V prvních letech činnosti sbírala knihovna knihy, jak se dalo. Většina získaných knih pocházela právě z darů od prvních čtenářů. I výpůjčky měly konečné roční číslo pouze trojmístné. V roce 1974 se, již jako Městská knihovna, přestěhovala do prostorů nově vystavěného Městského národního výboru, dnes Městského úřadu Nové Sedlo, kde sídlí dodnes.
Knihovna používá knihovní systém Clavius.
V letech 2008–2011 probíhala rekonstrukce knihovny.

## Služby
- Půjčování knih a časopisů
- Meziknihovní služby
- On-line služby (on-line katalog, čtenářské konto)
- Rezervace a prolongace výpůjček
- Zodpovídání dotazů faktografického a bibliografického rázu
- Rozvoz knih handicapovaným občanům města Nového Sedla
- Kulturní a vzdělávací akce pro veřejnost
- Služby pro děti a mládež
- Zajištění nákupu, zpracování a distribuce knihovního fondu z prostředků obcí